# Eleusi
Eleusi (en llatí Elaeusius, en grec antic Ἐλαιούσιος) va ser un metge grec que va viure probablement al segle i aC o una mica abans, segons el cita Sorà, que l'anomena com un dels seguidors d'Asclepíades Bitini. Segons Sorà era un dels metges que considerava que algunes malalties eren pròpies de les dones quan la majoria dels metges sostenien el contrari. Va escriure un llibre sobre malalties cròniques (Χρόνια), del qual Sorà en menciona el llibre tretzè, però no se n'ha conservat res.